# Otaslavice
Otaslavice (Duits: Ottaslawitz) is een Tsjechische gemeente in de regio Olomouc, en maakt deel uit van het district Prostějov.
Otaslavice telt 1280 inwoners.

## Geboren
- Josef František (1914-1940), Tsjecho-Slowaakse gevechtspiloot

Alojzov ·
Bedihošť ·
Bílovice-Lutotín ·
Biskupice ·
Bohuslavice ·
Bousín ·
Brodek u Konice ·
Brodek u Prostějova ·
Březsko ·
Budětsko ·
Buková ·
Čehovice ·
Čechy pod Kosířem ·
Čelčice ·
Čelechovice na Hané ·
Dětkovice ·
Dobrochov ·
Dobromilice ·
Doloplazy ·
Drahany ·
Držovice ·
Dřevnovice ·
Dzbel ·
Hačky ·
Hluchov ·
Horní Štěpánov ·
Hradčany-Kobeřice ·
Hrdibořice ·
Hrubčice ·
Hruška ·
Hvozd ·
Ivaň ·
Jesenec ·
Kladky ·
Klenovice na Hané ·
Klopotovice ·
Konice ·
Kostelec na Hané ·
Koválovice-Osíčany ·
Kralice na Hané ·
Krumsín ·
Laškov ·
Lešany ·
Lipová ·
Ludmírov ·
Malé Hradisko ·
Mořice ·
Mostkovice ·
Myslejovice ·
Němčice nad Hanou ·
Nezamyslice ·
Niva ·
Obědkovice ·
Ohrozim ·
Ochoz ·
Olšany u Prostějova ·
Ondratice ·
Otaslavice ·
Otinoves ·
Pavlovice u Kojetína ·
Pěnčín ·
Pivín ·
Plumlov ·
Polomí ·
Prostějov ·
Prostějovičky ·
Protivanov ·
Přemyslovice ·
Ptení ·
Raková u Konice ·
Rakůvka ·
Rozstání ·
Seloutky ·
Skalka ·
Skřípov ·
Slatinky ·
Smržice ·
Srbce ·
Stařechovice ·
Stínava ·
Stražisko ·
Suchdol ·
Šubířov ·
Tištín ·
Tvorovice ·
Určice ·
Víceměřice ·
Vícov ·
Vincencov ·
Vitčice ·
Vranovice-Kelčice ·
Vrbátky ·
Vrchoslavice ·
Vřesovice ·
Výšovice ·
Zdětín ·
Želeč